# Regatge gota a gota

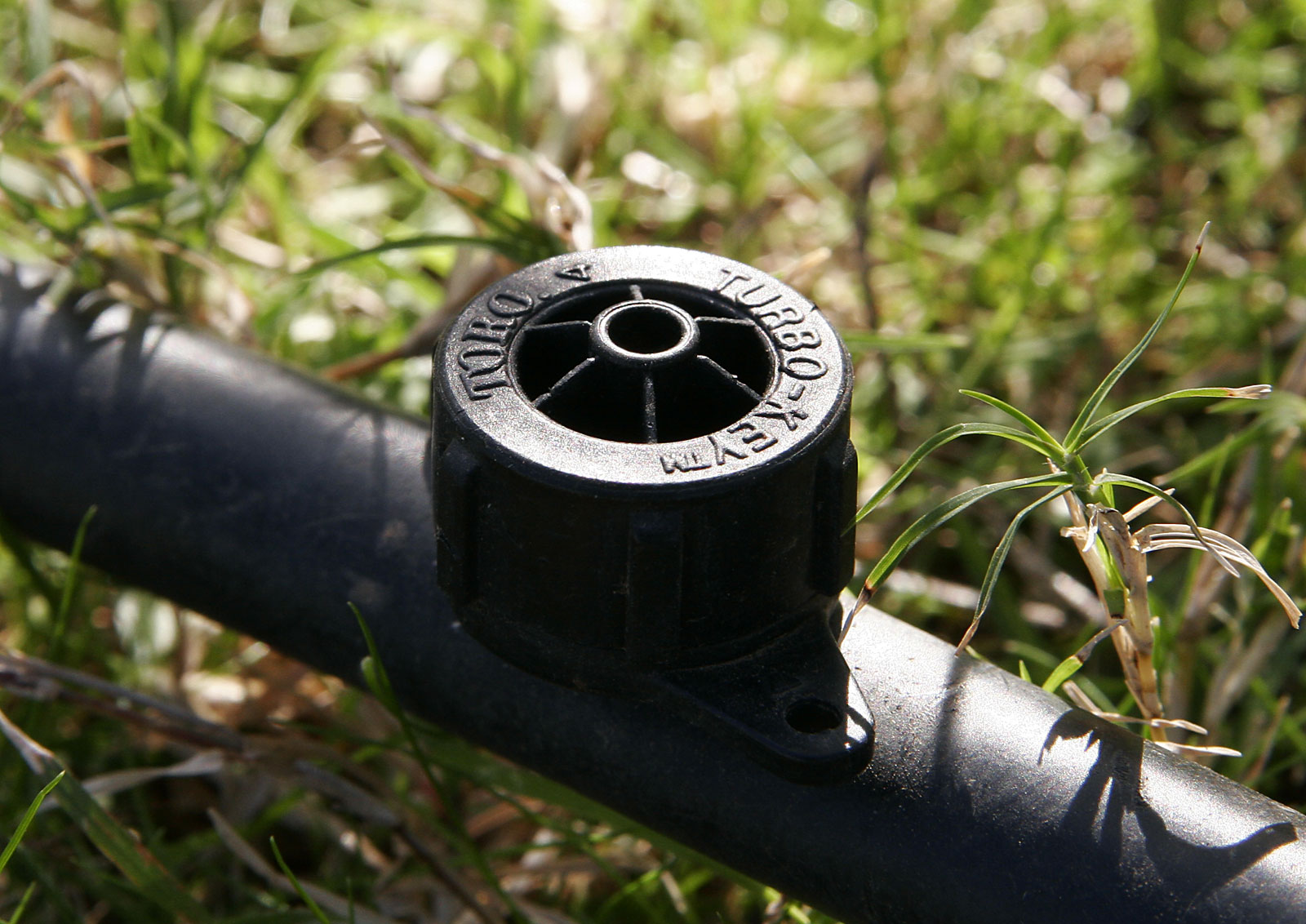
Un dispositiu per al regatge gota a gota (goter).

El regatge gota a gota o reg per degoteig és aquell sistema de reg en què l'aigua es distribueix a poca pressió a través d'uns orificis practicats en uns tubs, que serveixen per regar als cultius o les plantes que hi hagin al voltant. És probable que la seva duració sigui curta, ja que precisió de la pròpia aigua trenca el tub. Respecte al sistema d'inundació i a més l'adob s'aplica localitzadament amb el que s'evita l'aparició de la major part de les males herbes. L'aigua aplicada amb aquest mètode s'infiltra cap a les arrels de les plantes sovint sense mullar les fulles i així s'evita que es propaguin les malalties fúngiques. Aquest tècnica es considera la innovació més important en agricultura des de la invenció dels aspersors en la dècada de 1930.

## Característiques
- Utilitza petits cabals a baixa pressió.
- Localitza l'aigua prop de les plantes a través d'un nombre variable de punts d'emissió (emissors o goters).
- En reduir el volum de sòl mullat i, per tant, la seva capacitat d'emmagatzemament, s'ha de treballar amb una alta freqüència d'aplicació amb cabals reduïts.

## Història

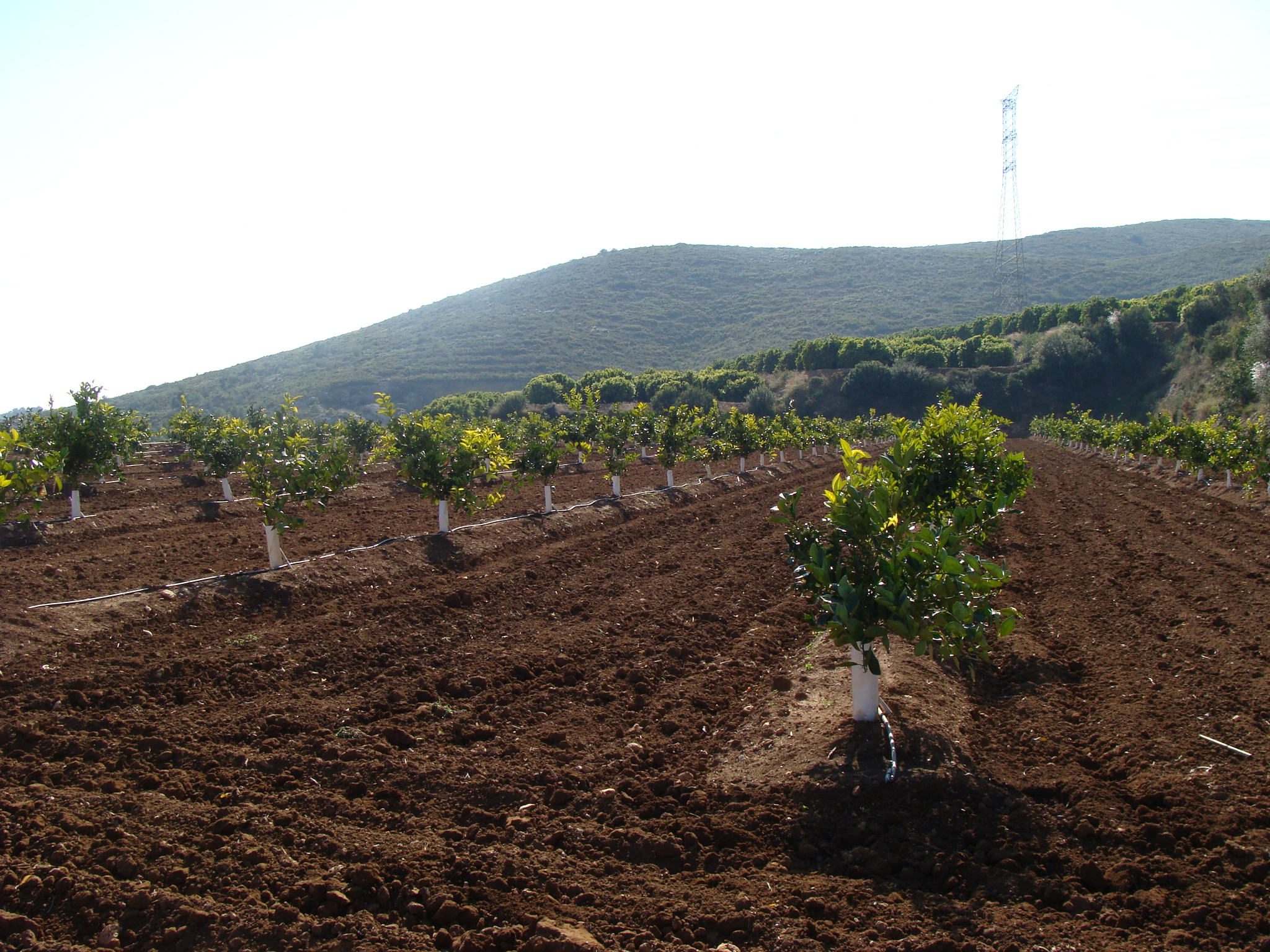
Regatge gota a gota en tarongers de La Heretat, a Catadau.

El reg per infiltració ja es feia servir des de molt antic quan s'enterraven recipients d'argila sense envernissar plenes d'aigua perquè l'aigua es filtrés cap a la terra. El reg gota a gota modern es va desenvolupar a Alemanya a la dècada de 1860 amb canonades d'argila combinant irrigació i drenatge cosa que també seria l'origen del reg subterrani. A la dècada de 1920, a Alemanya es feien servir canonades perforades i després O.E. Robey experimentà el reg amb canonada porosa de tela a La Universitat de Michigan.
La moderna tecnologia de reg gota a gota va ser inventada a Israel per Simcha Blass i el seu fill Yeshayahu. En lloc d'alliberar l'aigua per forats minúsculs, que fàcilment es podien obturar per acumulació de partícules minúscules, l'aigua s'allibera per canonades més grans i més llargues emprant el fregament per a alentir la velocitat de l'aigua a l'interior d'un emissor (goter) de plàstic. El primer sistema experimental d'aquest tipus va ser establert el 1959 quan la família de Blass alsl Kibboutz Hatzerim creà una companyia de regs anomenada Netafim. A continuació, desenvoluparen i patentaren el primer emissor exterior de reg gota a gota. Aquest mètode s'ha perfeccionat a Austràlia, a Amèrica del Nord i Amèrica del Sud cap a finals de la dècada de 1960.

## Components

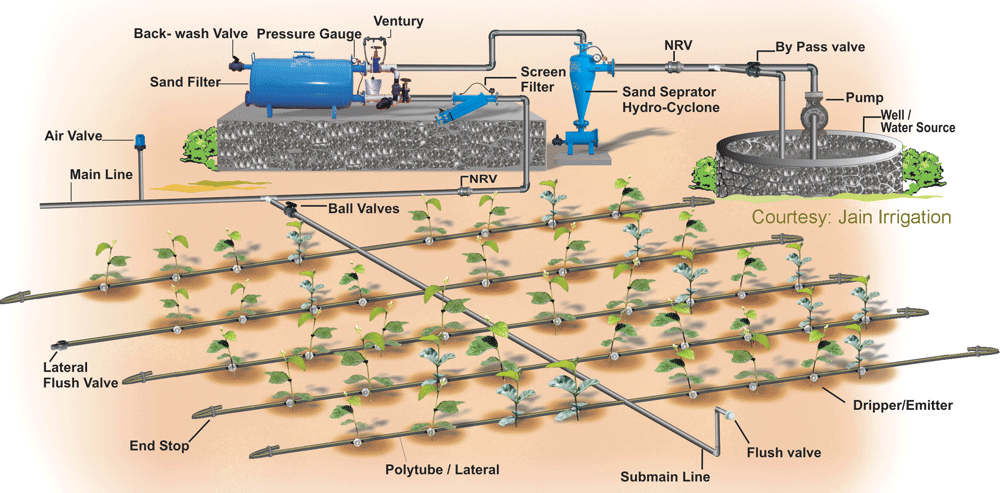
Sistema de reg gota a gota.

La major part dels grans sistemes d'irrigació gota a gota fan servir un tipus de filtre d'aigua per tal d'impedir l'obturació dels petits tubs.
L'aigua potable és ideal per a aquest sistema de reg, ja que ja ha estat filtrada. Però es poden utilitzar aigües que no són considerades potables com les que tenen un cert grau de salinitat i les aigües residuals.
D'altra banda en el reg gota a gota resultaria ineficaç posar adobs en la superfície (només una petita part del sòl es mulla) i es fan servir adobs líquids de manera que es rega i s'adoba al mateix temps. També en l'aigua hi poden anar altres agroquímics i àcids per netejar periòdicament el sistema.
En instal·lacions aprofitant la xarxa domèstica cal instal·lar un reductor de la pressió, ja que fins i tot podrien saltar els goters. Aquest sistema de reg necessita pressions de sortida molt baixes entre mitja i una atmosfera.